# Argia nigrior
Argia nigrior – gatunek ważki z rodziny łątkowatych (Coenagrionidae).